# Fedó d'Elis
Fedó, en llatí Phaedon, en grec antic Φαίδων fou un filòsof grec nadiu d'Elis, de família noble. Fou fet presoner a la seva joventut (a la guerra entre Esparta i Elis vers el 401 aC o 400 aC) i va ser comprat per un comerciant d'esclaus atenenc que el volia com amant, ja que era un jove de notable bellesa. Es va escapar quan va poder i es va posar a servir a Sòcrates al que havia conegut, i un amic d'Alcibíades i de Critó finalment va pagar el seu rescat. Aquest amic fou probablement Cebes, que va instruir al jove en filosofia.
Se suposa per un diàleg que porta el seu nom, que Fedó era present a la mort de Sòcrates i encara era bastant jove, ja que portava el cabell llarg, que segons el costum al Peloponès es tallava als 18 anys. També es va fer amic de Plató.
Després de la mort de Sòcrates va viure un temps a Atenes i després va tornar a Elis on va fundar una escola de filosofia en la que va tenir entre altres deixebles a Mosc i Anquípil; al capdavant de l'escola el va succeir Pleistà després del qual l'escola eleàtica es va unir a Menèdem d'Erètria i a Asclepíades de Flios, que s'havien apartat de l'escola d'Estilpó. Va fundar l'escola anomenada primer de l'Èlide, i després dels eretris, ja que es va traslladar a Erètria.
Com que no s'han conservat els seus escrits no s'ha determinat com era la seva filosofia, però va tenir una certa incidència al seu temps.
Diògenes Laerci esmenta algunes obres seves, però són dubtoses:
- Νικίας
- Μήδιος
- Αντίμαχος ἢπρεσβίται
- Σκυθικοὶ λόγοι[1]

El Suides esmenta:
- Σιμμίας
- Αλκιβιάδης
- Κριτόλαος[2]